# Francisco Vila y Goiri
Francisco Vila y Goiri (1830-c. 1894) fue un escritor y periodista español.

## Biografía
Nacido el 2 de abril de 1830 en Madrid, trabajó como funcionario de la carrera judicial en la península ibérica y en Filipinas. Fue director de La Luz (1853-1854), La Juventud y El Diablo Verde, además de colaborador del Semanario Pintoresco Español y La Ilustración Española. Entre sus obras se encontraron títulos como El Hombre propone y Dios dispone (leyenda, 1850), Abelardo y Eloísa (comedia, 1858), Ensayos poéticos (1859), Lola (1864), El Diluvio (1865), Un ramo de violetas (1865), Apuntes para la historia... de España desde 1808 á 1868 (1868), Filipinas (1880), Escenas filipinas (1882), Pensamientos (1887), Sesenta años en un tomo (1808-1868) (1887), Siga la broma, Malo y bueno que se ha dicho de las mujeres, Malo y bueno que se ha dicho del matrimonio, Algunas poesías (1887), Una herencia (novela, 1888) y Medea (tragedia), así como El abismo, El alconero, D. Francisco de Rojas, La mala senda, Historia contemporánea, Un rayo de sol, La venganza de un marido y Sobrino postizo, todos dramas. Falleció hacia finales del siglo XIX.